# إيرل هاستينغز
إيرل هاستينغز هو سياسي كندي، ولد في 7 يناير 1924 في ريجاينا في كندا، وتوفي في 5 مايو 1996 في كالغاري في كندا. نشط حزبياً في الحزب الليبرالي الكندي. وقد انتخب عضو مجلس الشيوخ الكندي ‏.